# Richard Kirstein
Richard Kirstein (* 21. März 1844 in Hirschberg; † 6. Januar 1926 in Berlin-Dahlem) war von 1890 bis 1915 Pfarrer und Diakonus in Templin.

## Leben
Kirstein entstammte einer  Kaufmannsfamilie. Er studierte ab 1863 in Halle evangelische Theologie. 1866 wechselte er an die Universität Tübingen. Er trat zunächst im Jahre 1863 dem Hallenser, später auch dem Tübinger Wingolf bei. Anfang 1872 wurde er ordiniert.  Er baute im Februar 1891 den bereits in Templin bestehenden „Evangelischen Jünglingsverein“ zum „Evangelischen Männer- und Jünglingsverein“ aus.
Im März 1925 trat er nach 25-jähriger Tätigkeit in den Ruhestand und siedelte nach Berlin-Dahlem um. 
Die Stadt Templin ernannte ihn „in dankbarer Anerkennung seiner langjährigen segensreichen Wirksamkeit und seiner Verdienste um die Stadt“ 1916 zum Ehrenbürger. 
Er starb am 6. Januar 1926 in Berlin-Dahlem und wurde drei Tage später am 9. Januar auf dem St.-Georgen-Friedhof in Templin beigesetzt.
| Personendaten    | Personendaten                   |
| ---------------- | ------------------------------- |
| NAME             | Kirstein, Richard               |
| KURZBESCHREIBUNG | deutscher evangelischer Pfarrer |
| GEBURTSDATUM     | 21. März 1844                   |
| GEBURTSORT       | Hirschberg                      |
| STERBEDATUM      | 6. Januar 1926                  |
| STERBEORT        | Berlin-Dahlem                   |